# Olympia (Bryan Ferry)
Olympia è il tredicesimo album di Bryan Ferry, pubblicato il 25 ottobre 2010.
All'album hanno collaborato diversi artisti e produttori, quali Dave Stewart, Brian Eno, i Groove Armada, Phil Manzanera e Andy Mackay dei Roxy Music, Scissor Sisters e altri. Sono incluse anche una cover di Song to the Siren di Tim Buckley e No Face, No Name, No Number dei Traffic.
Tra i musicisti che vi hanno partecipato sono da menzionare David Gilmour (nel brano Me oh my), Marcus Miller, Nile Rodgers, Jonny Greenwood dei Radiohead e Flea dei Red Hot Chili Peppers.
La modella in copertina è Kate Moss.

## Tracce
1. You Can Dance (Bryan Ferry, Dave Stewart) – 4:28
2. Alphaville (Ferry, Stewart) – 4:25
3. Heartache By Numbers (Ferry, Scissor Sisters) – 4:55
4. Me Oh My (Ferry) – 4:40
5. Shameless (Ferry, Groove Armada) – 4:35
6. Song to the Siren (Tim Buckley, Larry Beckett ) – 5:56
7. No Face, No Name, No Number (Jim Capaldi, Steve Winwood) – 4:39
8. BF Bass (Ode to Olympia) (Ferry, Phil Manzanera) – 4:09
9. Reason or Rhyme (Ferry) – 6:51
10. Tender is the Night (Ferry, Stewart) – 4:34

## Formazione
- Bryan Ferry - voce, tastiera, pianoforte
- Marcus Miller - basso
- David Williams - chitarra
- Brian Eno - sintetizzatore
- Andy Newmark - batteria
- Nile Rodgers - chitarra
- Flea - basso
- Steve Nieve - pianoforte
- David Gilmour - chitarra
- Jonny Greenwood - chitarra
- Phil Manzanera - chitarra
- David A. Stewart - chitarra
- Perry Montague-Mason - violino
- Anthony Pleeth - violoncello
- Andy Mackay - oboe